# Скайсити Стампид
Скайсити Стампид (англ. Skycity Stampede) — это хоккейная команда Новозеландской хоккейной лиги, базирующаяся в Куинстауне, Новая Зеландия. Команда была основана в 2005 году как Саутерн Стампид (англ. Southern Stampede).

## Достижения
- Чемпион Новозеландской хоккейной лиги 2005, 2006, 2015, 2016 и 2017 годов.
- Вице-чемпион Новозеландской хоккейной лиги 2009, 2011, 2012 и 2018 годов.

## Внешние ссылки
skycitystampede.co.nz — официальный сайт Скайсити Стампид